# Государь-хранитель жизни
Государь-хранитель жизни (хокло 保生大帝 Посын Тайте), также Князь Великого Пути (大道公 Тайто-кон) — бог медицины у народа хокло, популярный объект народного культа в Фуцзяни и на Тайване.

## Биография
Го Тхо (吳夲) родился 15 дня 3-го лунного месяца в 4-й год правления сунского Тайцзуна (19 апреля 979 года) в волости Пэта (白礁 Pɛ̍h-ta) уезда Танва (с.-кит. Тунъань) Цюаньчжоуской области. Его второе имя (字) — Хваки (華基), прозвание (號) — Хунтхён (雲衷).
Его отцом был Го Тхон (吳通, впоследствии обожествлён как «добрый государь Хяпсен» 協成元君), его мать звали Ын Гуат-хуа (黃月華, впоследствии «великая небожительница Гёк-хуа» 玉華大仙). Родители Го Тхо были беженцами родом из Чжанчжоу, жили в хижине и занимались рыболовством. Когда Го Тхо было 13 лет, его отец умер от болезни — его семья была слишком бедна, чтобы найти доктора. Его мать впоследствии также умерла от горя. Эти обстоятельства сподвигли Го Тхо изучать медицину.
Го Тхо начал с поимки змей и сбора трав, позднее освоил акупунктуру и приготовление снадобий, изучал труды древних врачей и алхимиков, чем снискал себе славу. Его биограф Сын У (孫瑀) пишет, что в 1026 году его дед Сын Тьенсек (孫天錫) отравился речной рыбой и пошёл за излечением к алхимику Пуэ Янчину (裴養真) на гору Кисан (旗山). Го Тхо, услышав об этом, сам пришёл к алхимику Пуэ, и тот научил его всему, что знал сам. Го Тхо, узнав о затяжной болезни Сын Тьенсека, занялся его лечением. После смерти Го Тхо исцелённый Сын Тьенсек воздвиг небольшое святилище в его честь к западу от своего дома. Впоследствии это святилище привлекло множество верующих, и Сын Тьенсек построил на его месте «Западный дворец Го» (吳西宮 Госекён).
Во 2-й день 5-го лунного месяца 3-го года сунского императора Жэньцзуна (29 мая 1036 года) Го Тхо отправился за травами на гору Восточная Тайган (大雁東山) в селение Чхэта (青礁). Там он оступился, упал с обрыва и умер на 58 году жизни. Узнав об этом, местные стали строить статуи для поклонения ему и почитать его как «совершенного праведника и духа врачевания» (醫靈真人). По легенде, жители деревни не знали, как выглядит Го Тхо, но он явился к ним во сне и описал, какими должны быть статуи.

## Почитание
После смерти («вознесения») Го Тхо было три храма для его почитания:
- Илен-синсы в селении Пэта (白礁醫靈神祠 «Святилище духа врачевания»)
- Лёнчиу-ам в селении Чхэта (青礁龍湫庵 «Скит при водопаде»)
- Госекён в Амое (廈門吳西宮 «Западный дворец Го»)

В 1166 году сунский чиновник Ниу Кхыкка (梁克家, с.-кит. Лян Кэцзя), уроженец Фуцзяни, просил жаловать для Го Тхо почётное имя Цице (慈濟 «Милость и спасение»), и первые два храма были переименованы в «храмы Цице» (慈濟廟). В 1241 году они были повышены до «дворцов Цице» (慈濟宮).
Уроженцы Туанъаня почитали Посын Тайте как своего покровителя, вера в него распространялась вместе с туанъаньскими иммигрантами. Первый его храм на Тайване появился ещё при голландском владычестве — ныне он находится в тайбэйском районе Синьхуа.
В старину в храмы Посын Тайте ходили для вытягивания ёчхямов (藥籤 io̍h-chhiam) — врачебных рецептов. Процедура напоминает японское гадание на омикудзи.

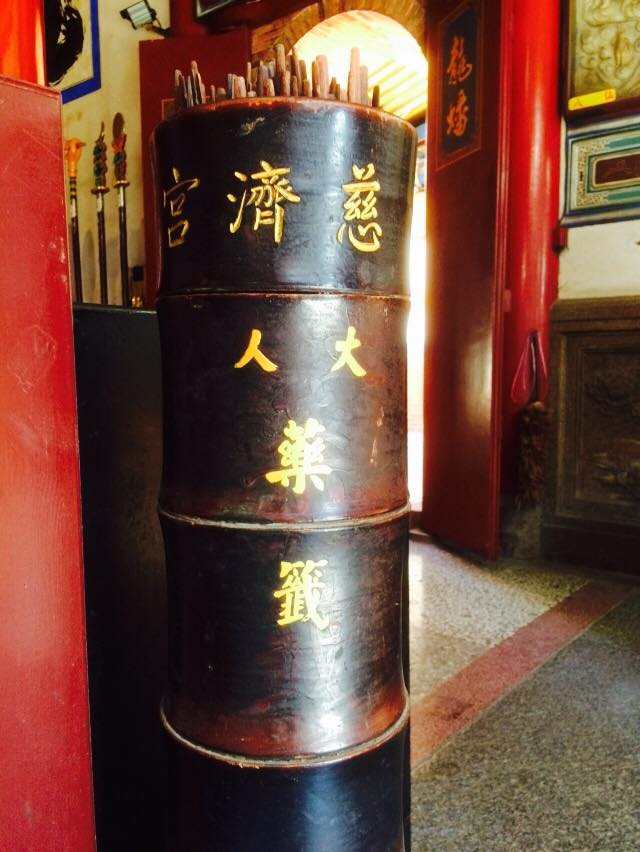
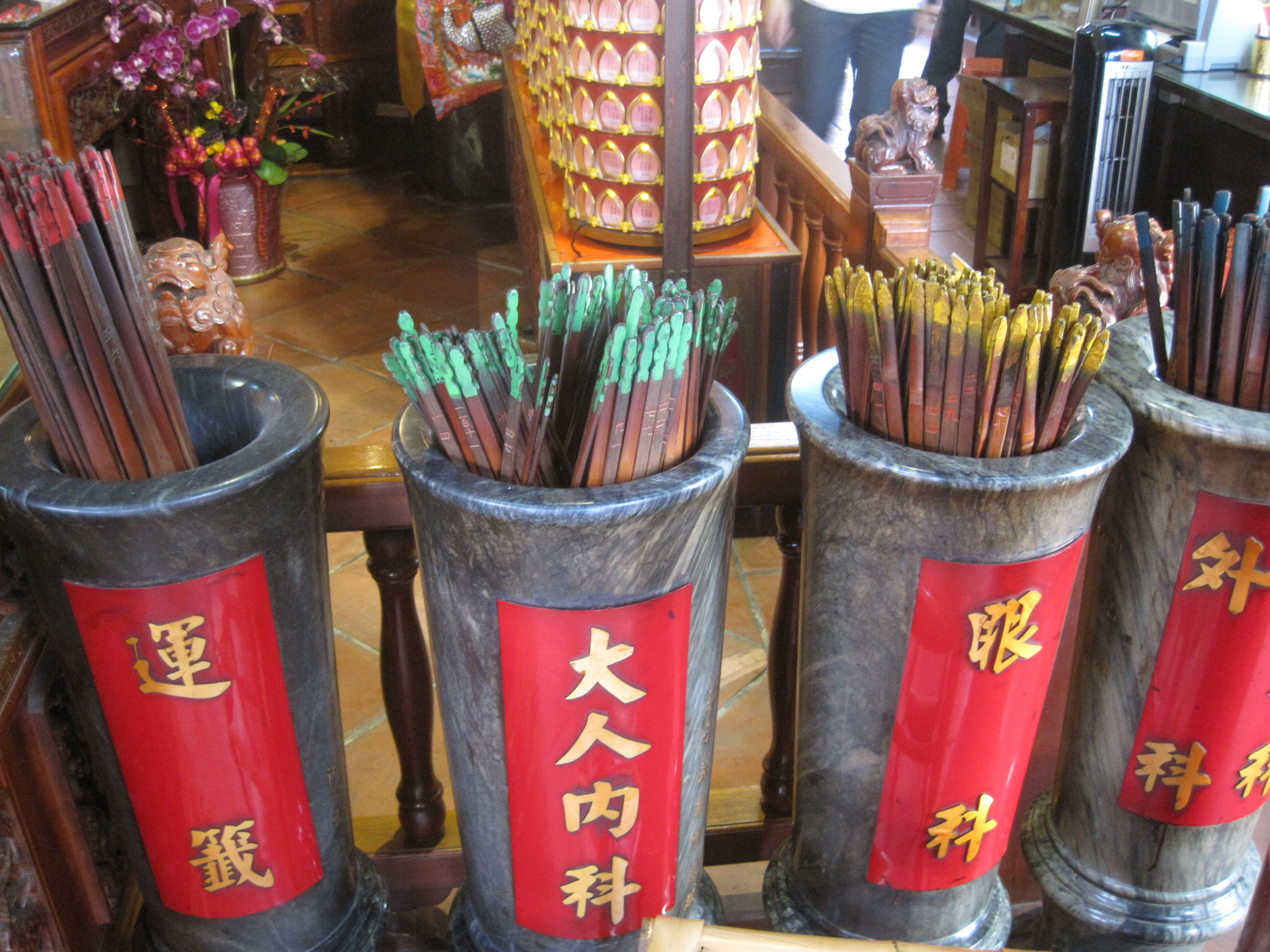
Ёчхямы (藥籤) для гадания в храме Посын Тайте
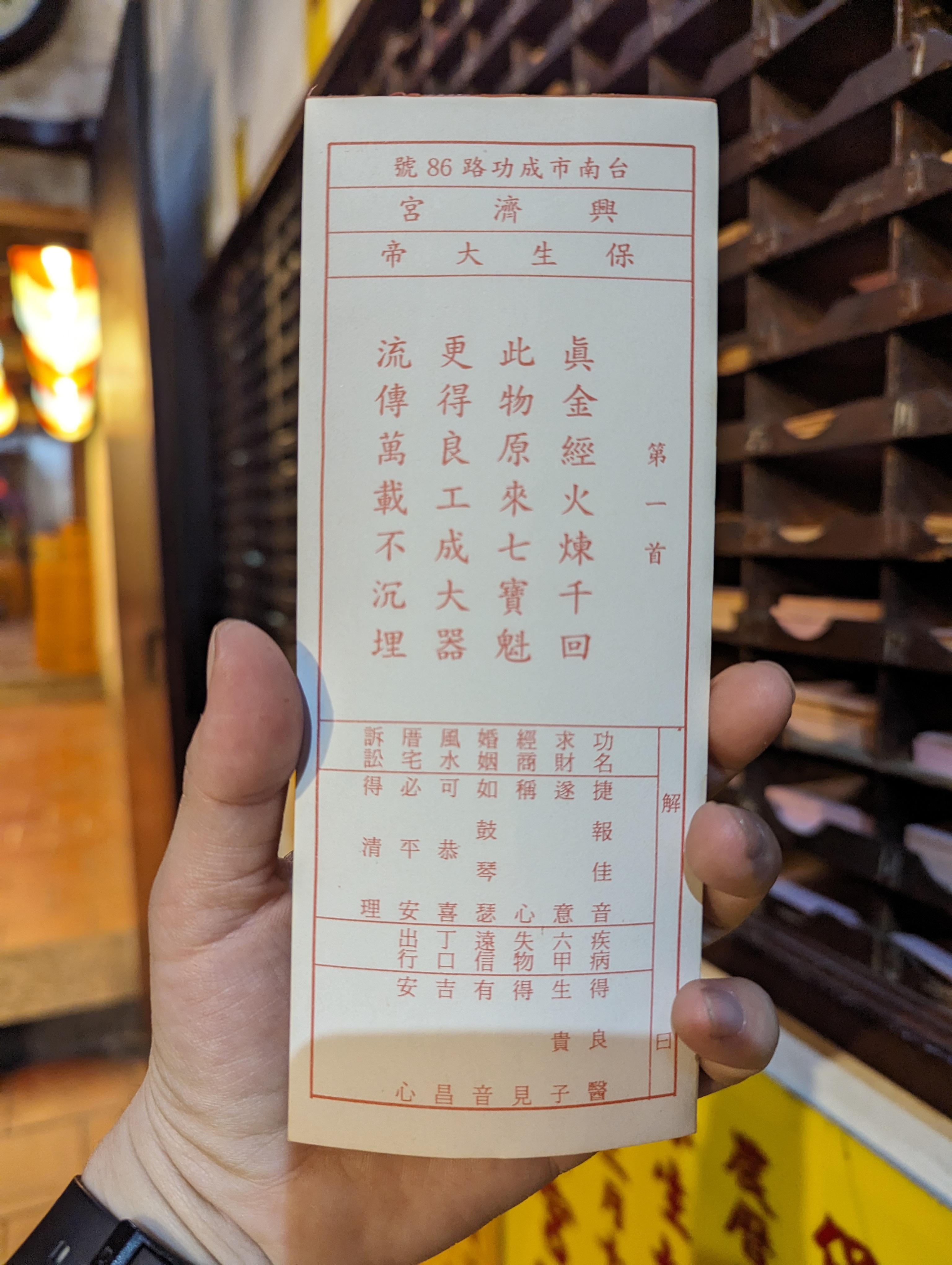

## Титулы

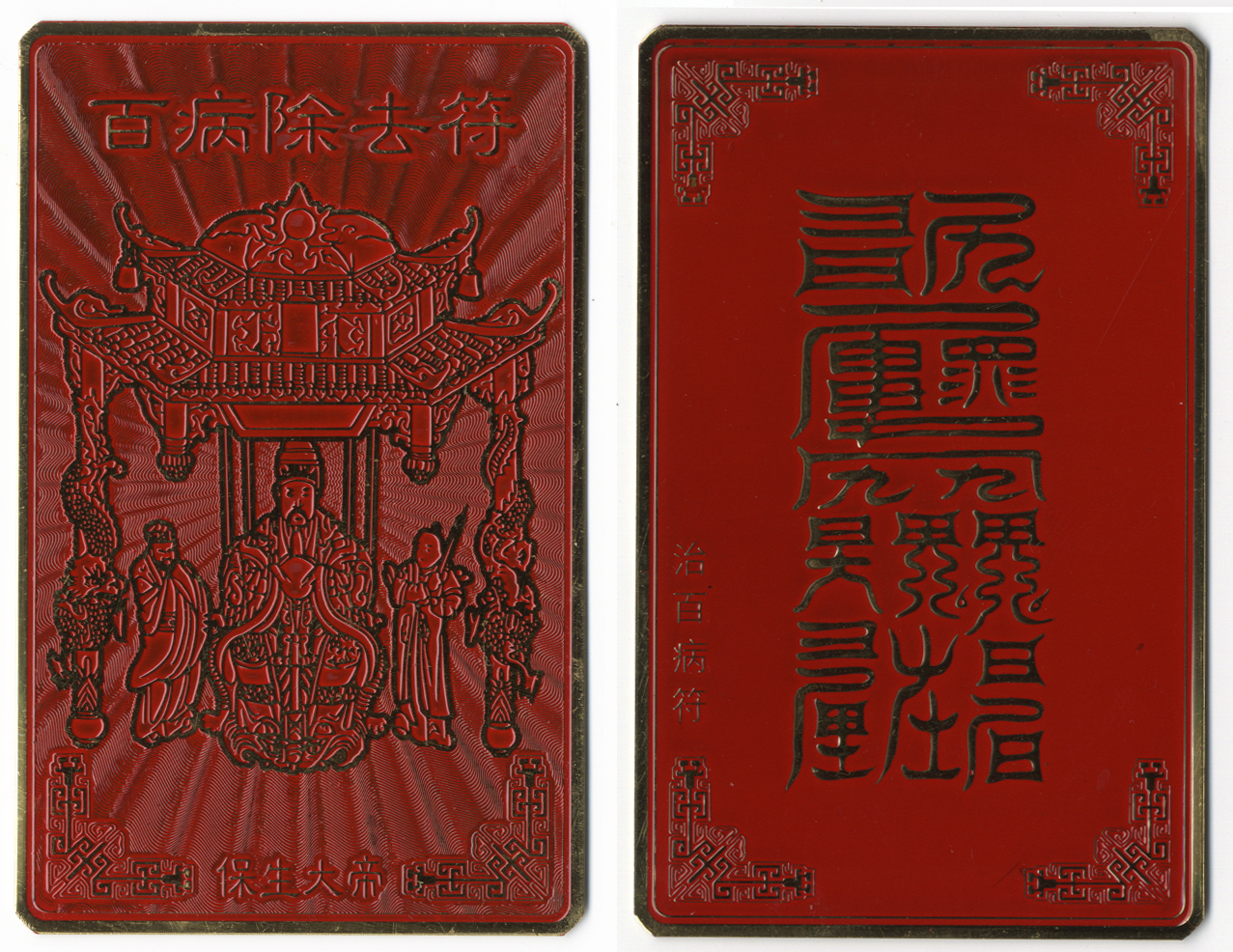
Амулет, посящённый Посын Тайте

Го Тхо после своей смерти начал почитаться в народе как Илен (醫靈 «Дух врачевания»). Начиная с Южной Сун, по мере роста его культа, императоры даровали ему множество почётных титулов. Наиболее известные его имена — Посын Тайте (保生大帝 «Великий государь — хранитель жизни»), Тайто-кон (大道公 «Князь Великого Пути») и Цице (慈濟 «Милость и спасение»).
| титул            | титул                          | год пожалования |
| иероглифы        | чтение (хокло)                 | год пожалования |
| ---------------- | ------------------------------ | --------------- |
| 慈濟真人         | Chṳ̂-chè chin-jîn               | 1166            |
| 大道真人         | Tāi-tǒ chin-jîn                | 1171            |
| 顯佑真人         | Hián-iū chin-jîn               | 1179            |
| 忠顯侯           | Tiong-hián-hô͘                  | 1195            |
| 英惠侯           | Eng-hūi-hô͘                     | 1208            |
| 靈護侯           | Lêng-hō͘-hô͘                     | 1235            |
| 正祐公           | Chèng-iū-kong                  | 1239            |
| 沖應真人         | Chhiâng-èng chin-jîn           | 1240            |
| 妙道真君         | Miāu-tǒ chin-kun               | 1241            |
| 廣惠真人         | Kóng-hūi chin-jîn              | 1257            |
| 福善真人         | Hok-siān chin-jîn              | 1264            |
| 孚惠真人         | Hu-hūi chin-jîn                | 1266            |
| 普佑真君         | Phó͘-iū chin-kun                | 1275            |
| 昊天御史醫靈真君 | Hō-thian gṳ̄-sṳ́ I-lêng chin-kun | 1372            |
| 萬壽無極大帝     | Bān-siū bû-ke̍k tāi-tè          | 1409            |
| 保生大帝         | Pó-sṳng tāi-tè                 | 1424            |

## Связанные легенды

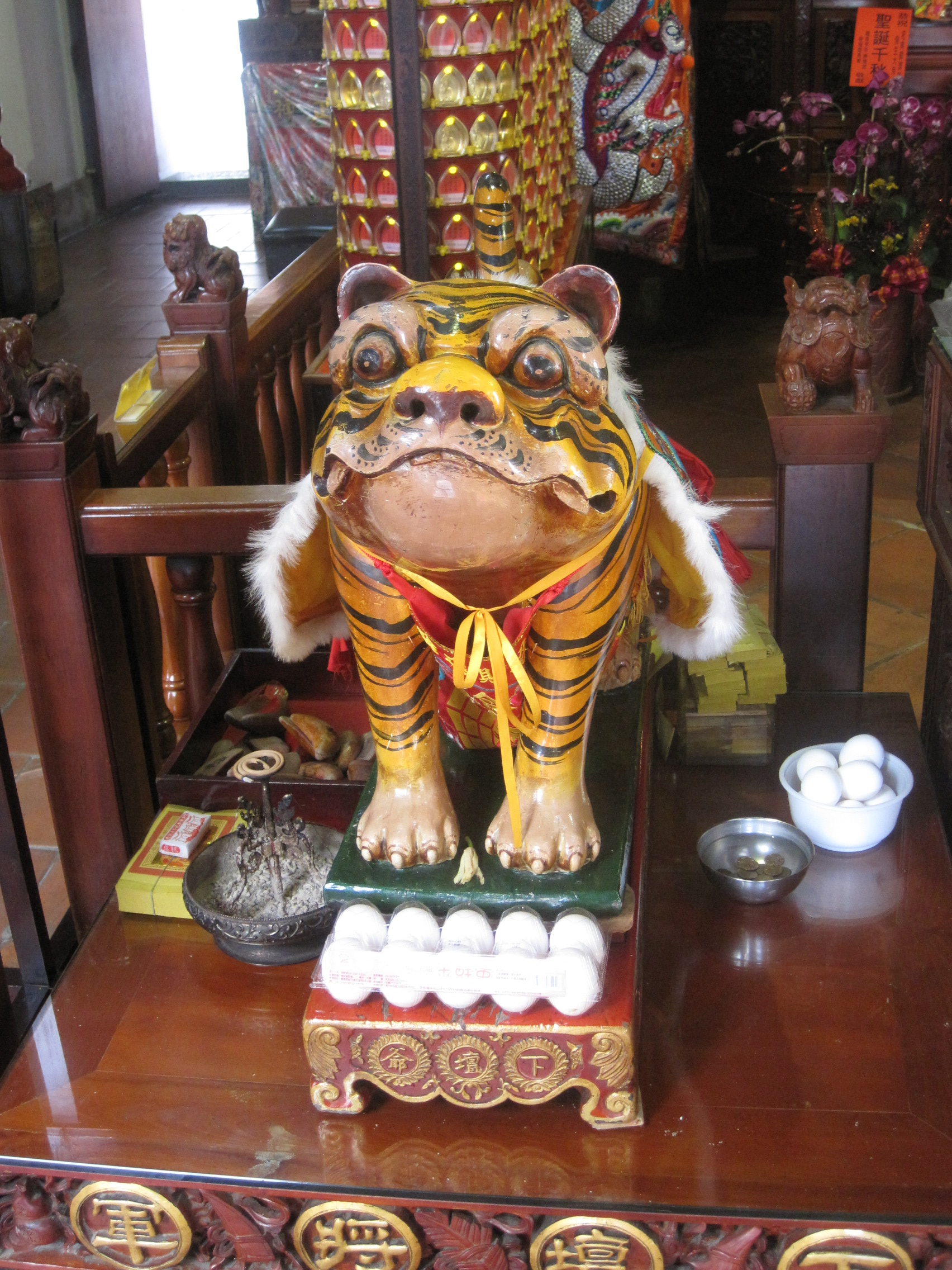
Статуя тигра в тайнаньском храме (с куриными яйцами в качестве подношений)

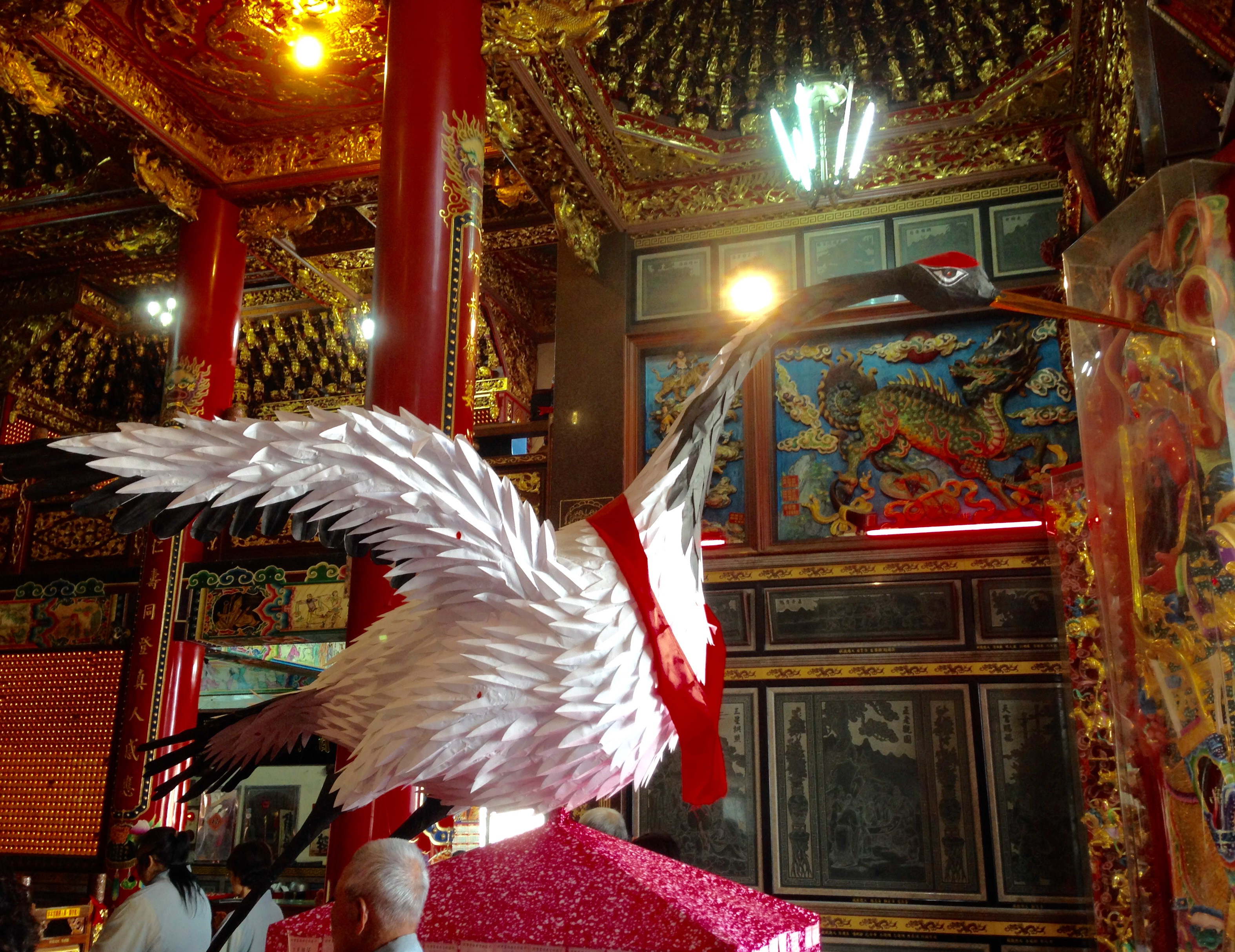
Фигура журавля в храме Поанкён в уезде Пиндун

- Когда Го Тхо собирал травы в горах, он встретил тигра с белым лбом и золотыми глазами. Тигр поедал людей, но в его горле застряла кость, от чего он страшно мучался. Он обратился к Го Тхо, раскаялся в злодеяниях, что причинил людям, и после этого Го Тхо его исцелил. В благодарность тигр позволил Го Тхо оседлать его. Из-за этой легенды во многих храмах помещают статуи тигров, и сам культ тигра на Тайване в основном связан с культом Посын Тайте[1].
- По легенде, однажды к Го Тхо пришёл дракон с тяжело больным глазом. Дракон обратился человеком, но Го Тхо всё равно узнал дракона и смог излечит его глаз.
- В возрасте 17 лет Го Тхо встретил незнакомца, что пригласил его сесть в лодку. Незнакомец отвёз Го Тхо на гору Куньлунь, где тот встретился с Царицей-матерью Запада и учился магическим практикам.
- В возрасте 35 лет Го Тхо нашёл в горах груду костей, среди которых не хватало одной из костей ноги. Тогда Го Тхо положил к ним ивовую ветку и магией превратил её в кость. Груда костей ожила в виде мальчика — Го Тхо сделал его слугой, что носил его сумку с лекарствами. Затем они встретились с Кан Сяухоном (江少峰), начальником уезда Танва, который узнал, что мальчик был съеден тигром по пути на экзамены в столицу. Кан не поверил, что Го Тхо смог оживить мальчика, и тот магией превратил его вновь в груду костей. Начальник Кан тогда поверил ему, и вместе со своим секретарём по фамилии Тьё (張) оставил свой пост и стал его учеником.
- Го Тхо был известен не только как врач, но и как каллиграф. Так, в возрасте 48 лет Го Тхо был нанят кланом Тин (丁) из деревни Пэчьё (白石, ныне деревня Тинцху 丁厝 в Лунхае), чтобы скопировать завещание их третьего патриарха Тин Чхьена (丁遷) и повесить в их родовом храме.
- В возрасте 53 лет Го Тхо спас жителей южной Фуцзяни от разразившегося из-за засухи голода. Он поднял знамя и объявил, что через десять дней придёт большой корабль. Корабль был полон риса, и Го Тхо раздавал его голодающим. Когда в волость Пэта пришло ещё больше людей, Го Тхо послал духов за другими кораблями с рисом, пока не накормил всех нуждающихся.
- Когда Го Тхо было 55 лет, явился царь демонов и призвал 1400 чумных чертей, чтобы распространять эпидемии. Го Тхо со своими учениками Небесным чином Каном (江仙官) и Святым Тьё (張聖者) призвал духов-воинов, чтобы побороть чертей, и поразил молнией царя демонов. Затем он занялся лечением заболевших магической водой. Он прибыл в Цюаньчжоу в гостиницу Хвакьё (花橋亭), где впоследствии воздвигли его храм.
- Когда Го Тхо было 57 лет, в последний год его жизни, его нанял Ын Сиу (黃秀), богач из волости Пэта, чтобы вылечить свою дочь. Гуляя в саду и срывая цветы, она испачкала руки, и пошла к пруду чтобы помыть их. Там она случайно дотронулась до дракона и забеременела. Го Тхо заключил, что девушка беременна драконом, и что если позволить ему родиться, то стихийные бедствия постигнут Пэта, поэтому детей необходимо убить, но для этого придётся пожертвовать и девушкой. Ын Сиу согласился с условием, что если Го Тхо ошибся с диагнозом и погубит его дочь зря, то он должен будет расплатиться своей жизнью. Го Тхо разрезал живот дочери Ын Сиу и увидел семь драконят — шестерых он успел убить, но седьмой успел открыть глаза и напасть на Го Тхо. Он улетел к колодцу у подножья горы Бунпхо (文圃山), но был там повержен.
- По легенде, после падения с обрыва Го Тхо вознёсся на небеса верхом на журавле. Существует несколько историй о разных императорах времён Сун и Мин, чьи жёны или матери тяжело заболевали, но их излечивал явившийся к ним Посын Тайте. Когда императоры предлагали ему награду, он неизменно отказывался и улетал на журавле. В храме Поанкён в уезде Пиндун на день рождения Посын Тайте проводят церемонию проводов журавля, где сжигают его чучело.
- В некоторых храмах Государь-хранитель жизни почитается в триаде с другими божествами медицины: Сунь Сымяо (孫思邈) и Сюй Сунем (許遜). Считают, что на небесах они стали назваными братьями.
- В народном фольклоре говорится, что Посын Тайте и другая важнейшая фуцзяньская богиня, Мацо, полюбили друг друга и поженились. Однажды Мацо увидела муки овцы, рожающей ягнёнка, и решила разорвать брак. Посын Тайте был в ярости, и они с Мацо стали бороться с помощью заклинаний. На день рождения Мацо, Посын Тайте вызвал дождь, что смыл её румяна. Мацо же на день рождения Посын Тайте наслала на него ветер, что сдул его даосскую шапку. Отсюда пословица «[Когда дни] ветренные, идёт князь Тайто, когда дождливые — госпожа Мацо» (大道公風，媽祖婆雨). Некоторые верующие считают такие истории богохульными, другие же всерьёз воспринимают Посен Тайте и Мацо как богов-антагонистов.

## Галерея

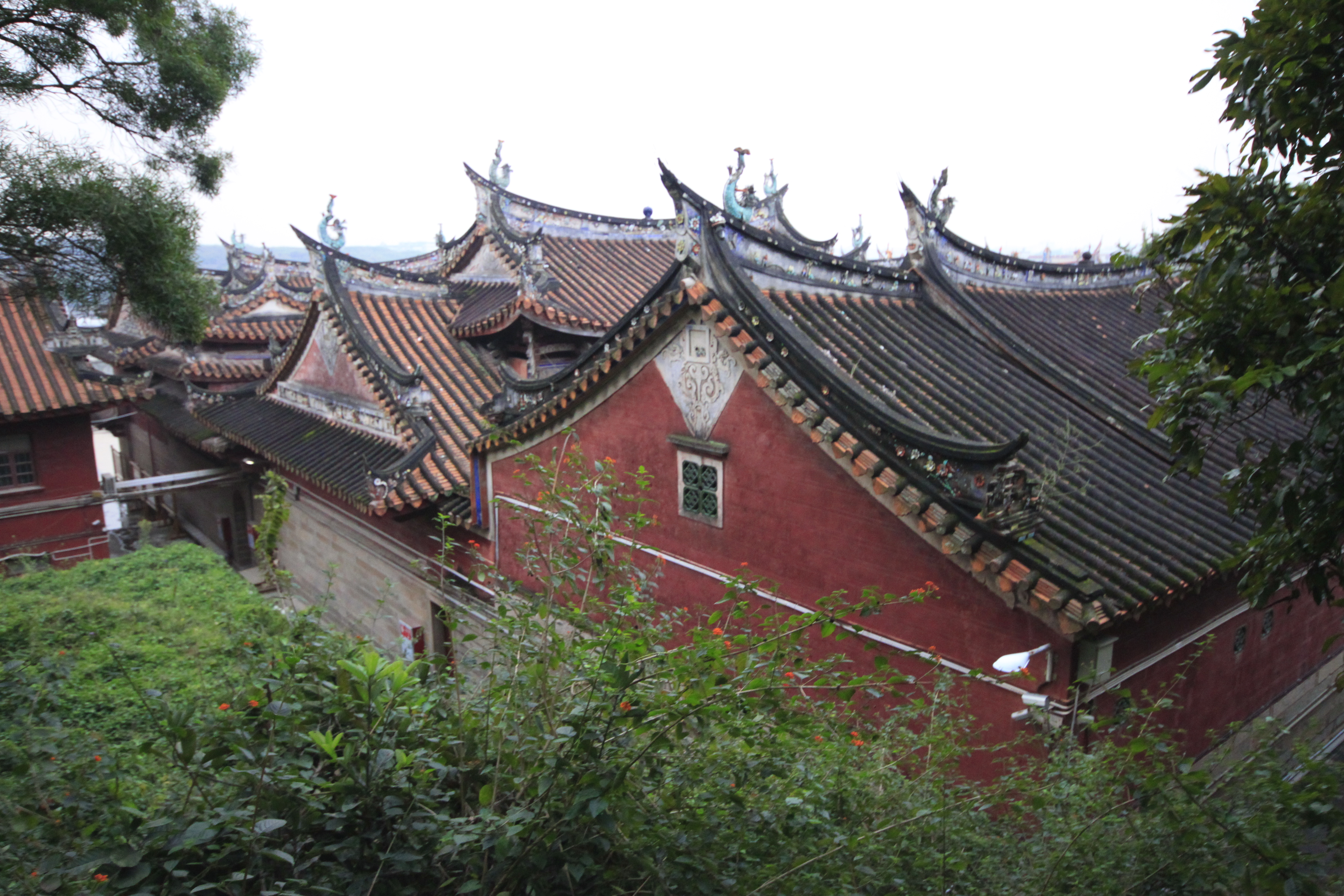
Храм в деревне Чхэта, в месте смерти Посын Тайте
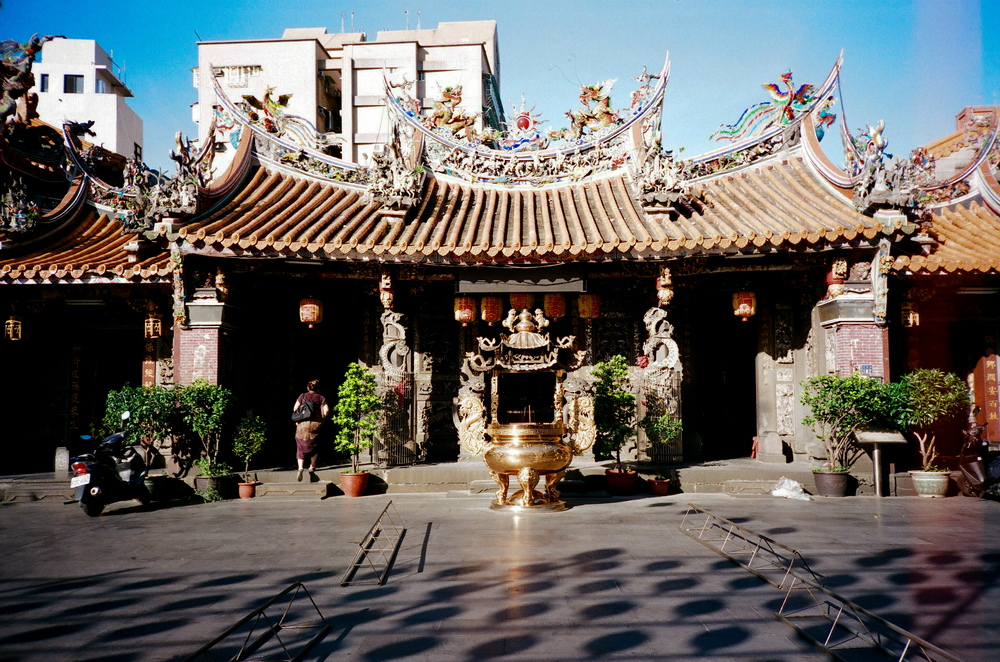
Храм в районе Лучжоу, Новый Тайбэй
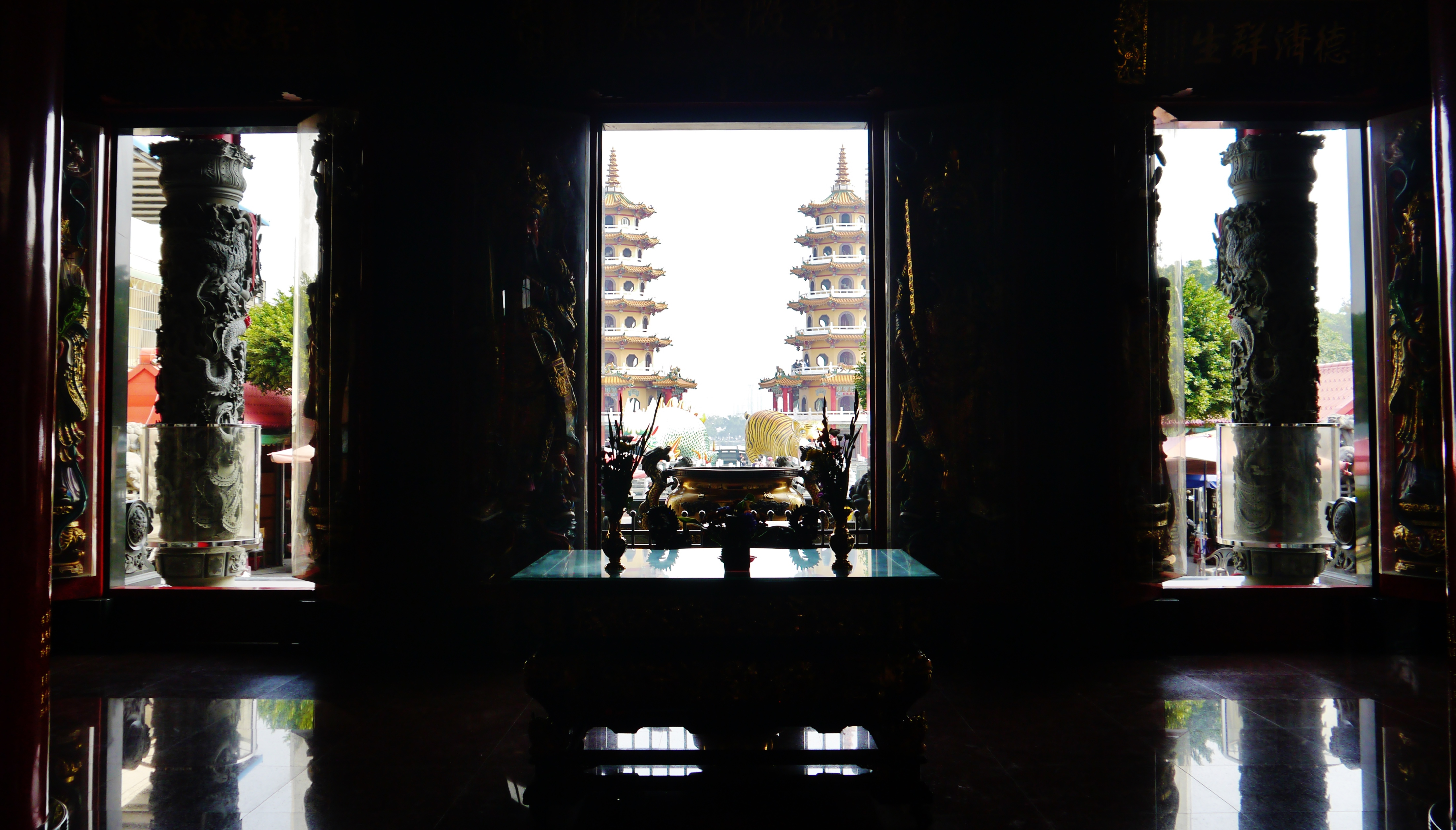
Вид из храма Цице у Лотосового пруда, Гаосюн
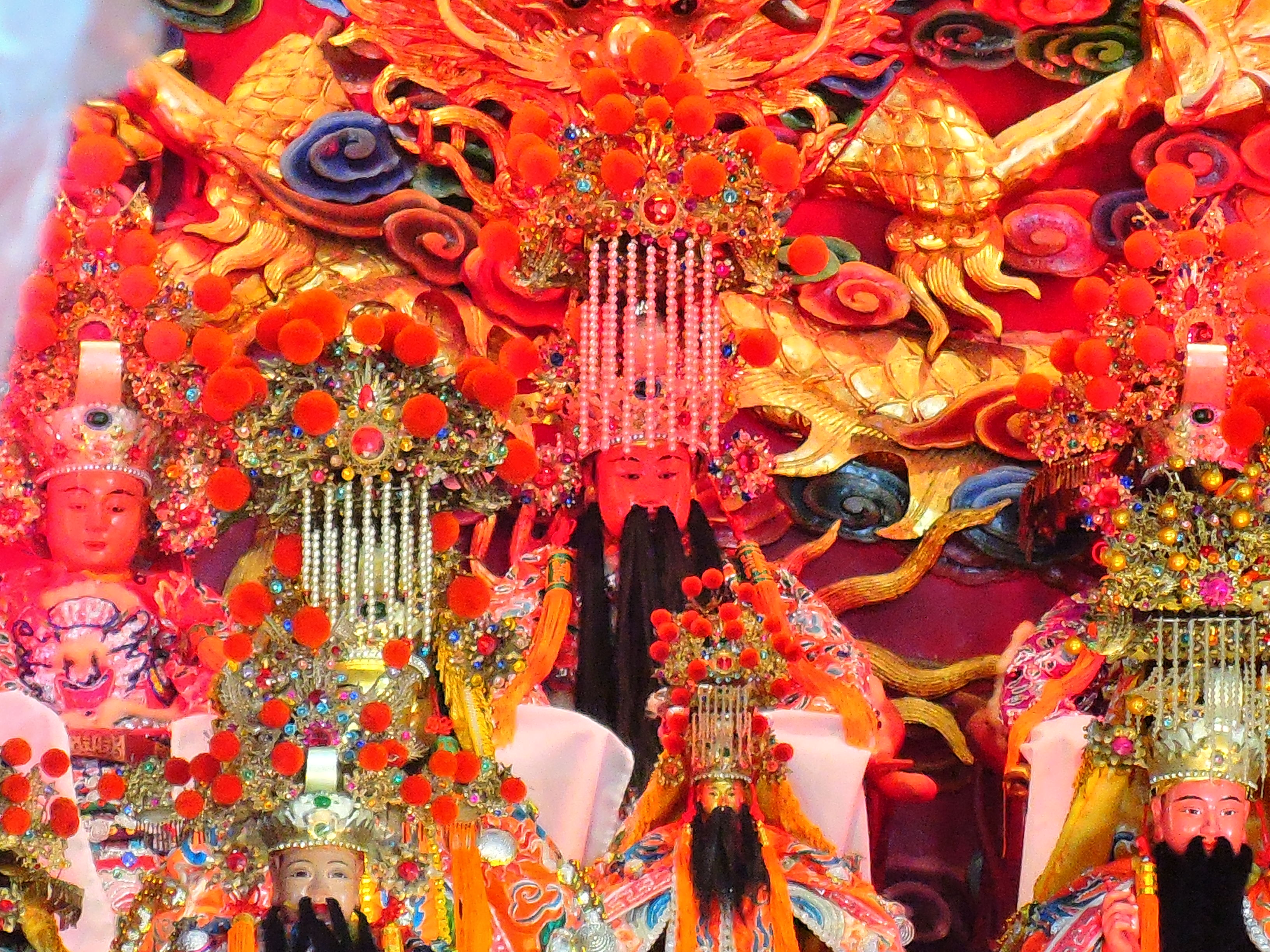
Статуя Посын Тайте в храме на островах Пэнху

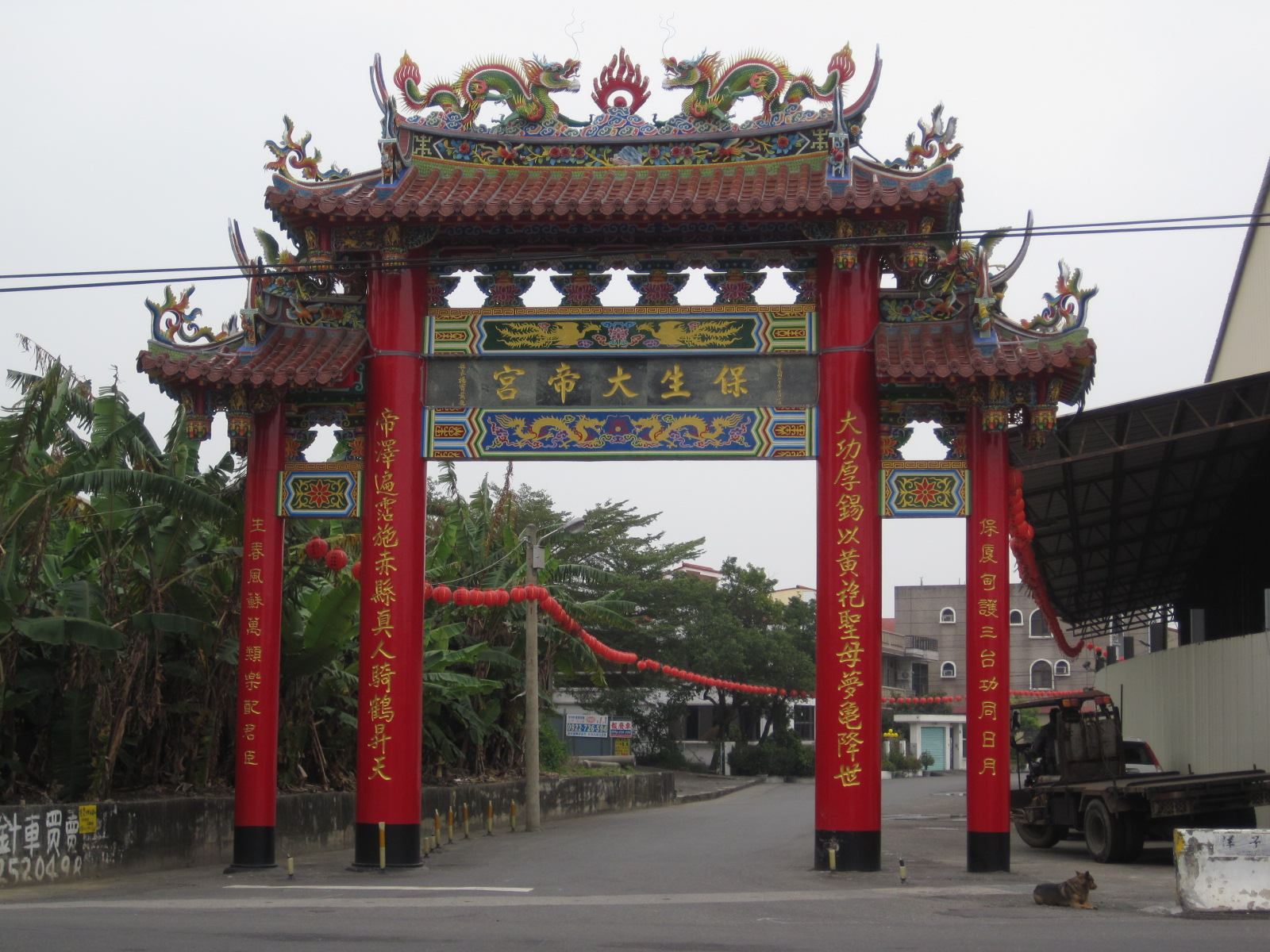
Ворота храма в районе Синьхуа, Тайбэй, построенного ещё при голландском правлении Тайванем
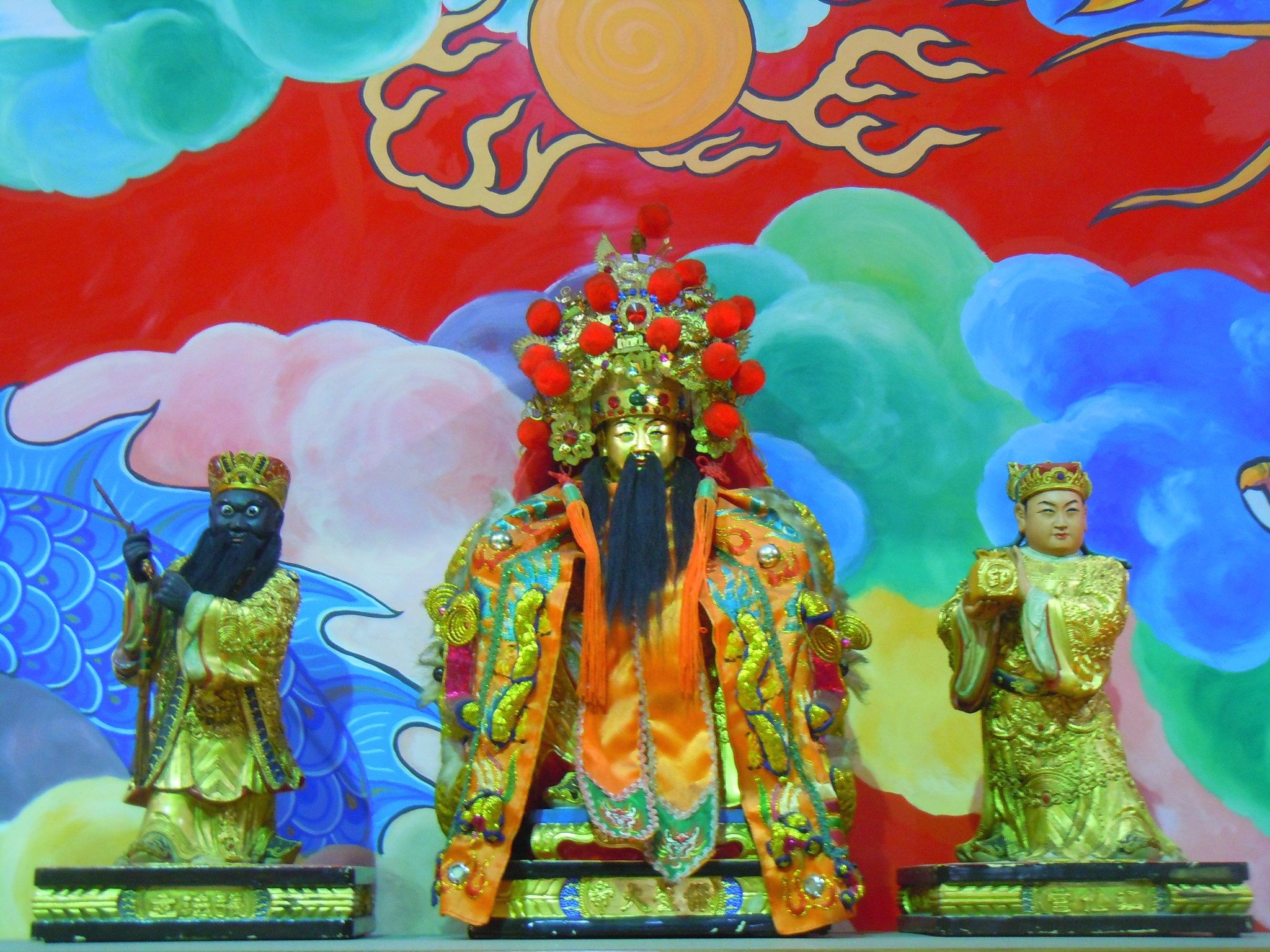
Статуя Посын Тайте в храме в Тайчжуне
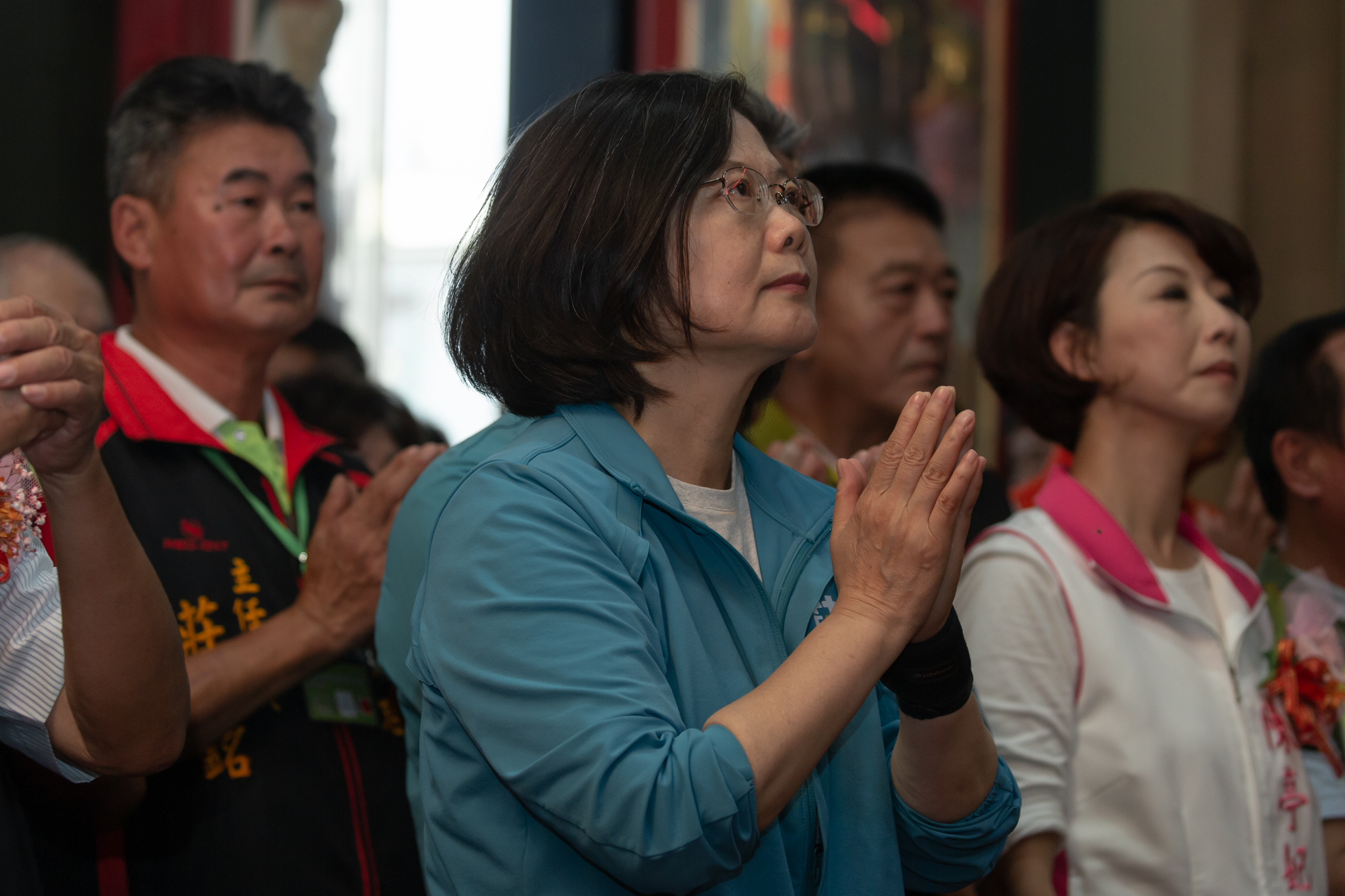
Президент Тайваня Цай Инвэнь в храме в честь Посын Тайте в Тайнане
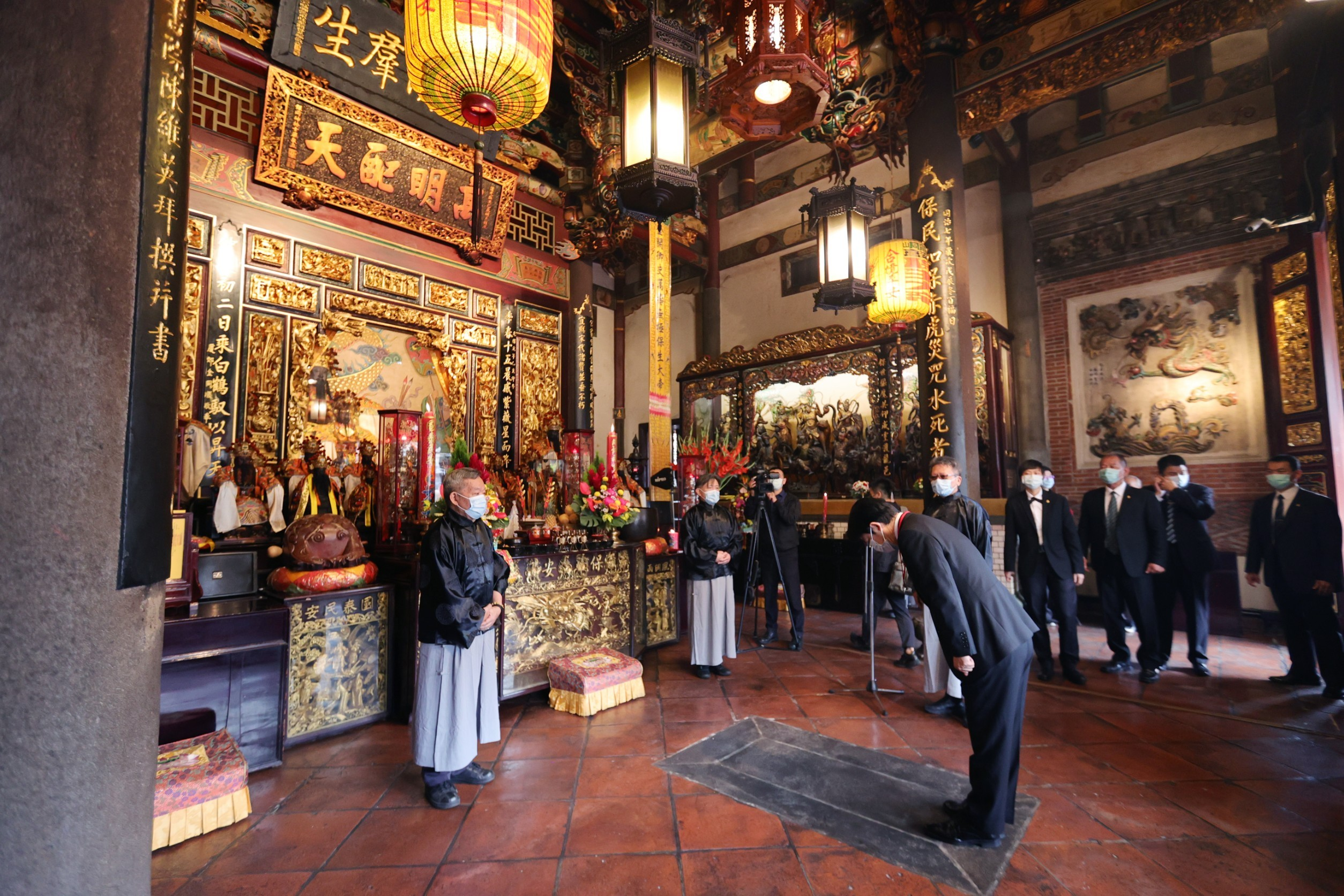
Вице-президент Тайваня Лай Циндэ на торжестве в честь дня рождения Посын Тайте в Тайбэе

## Комментарии
1. ↑  цюаньчж. хокло Pó-sṳng tāi-tè / Посын Тайте
чжанчж. хокло Pó-seng tāi-tè / Посен Тайте
с.-кит. Bǎoshēng Dàdì / Баошэн Дади
2. ↑  хокло Gô͘ Tho / Го Тхо
с.-кит. Wú Tāo / У Тао
По одной версии Го Пун 吳本.